# رشيد بهبودوف
رشيد بهبودوف (رشيد مجيد اوغلو بهبودوف, بالأذرية Rəşid Məcid oğlu Behbudov, بالروسية Раши́д Меджи́д оглы Бейбу́тов ; 14 دجنبر 1915 تبليسي - 9 يونيو 1989 موسكو) كان ممثلا و مغنيا و فنان أوبرا سوفيتيا من أذربيجان. اشتهر بهبودوف عالميا وجال العالم, حيث أقام حفلات في مختلف القارات. عرف بهبودوف بإلمامه لعدة لغات، كما أن له أغان بالأذرية، الروسية، الفارسية، التركية، الأرمينية، العربية، الجورجية.

## حياته

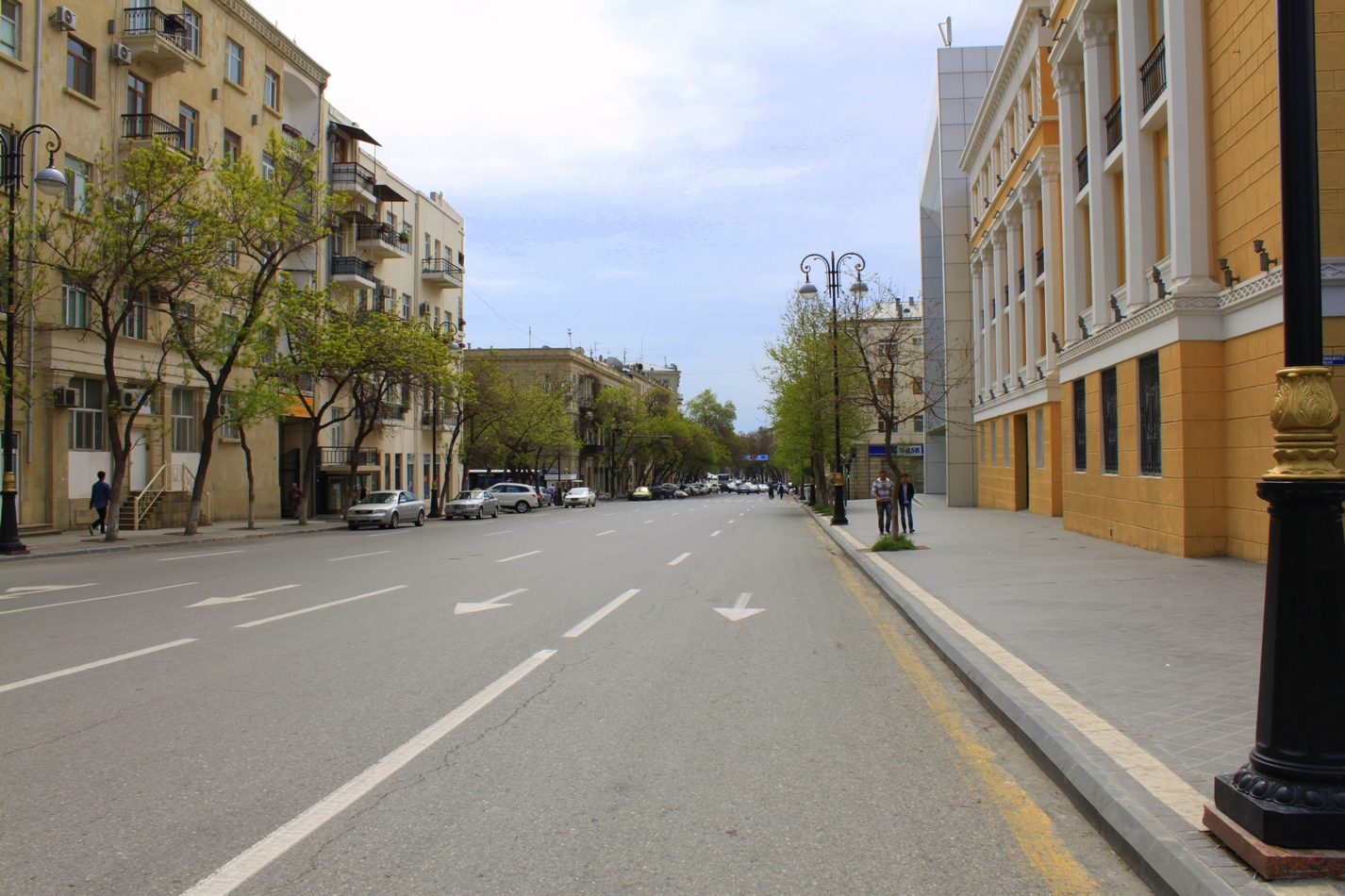
شارع رشيد بهبودوف في باكو.

ولد رشيد بهبودوف في تبليسي في 14 دجنبر 1915. كان والده مجيد بهبود اوغلو فنانا و مغنيا. تخرج من المدرسة الثانوية في عام 1933 ودخل مدرسة تعليم فني للسكك الحديدية, حيث بدأ في أداء الأغاني في حفلات موسيقية منذ ذلك الحين. انتقل سنة 1939 إلى أرمينيا و عمل في الاوبرا حيث تعلم الموسيقى و طور مستواه. عاد سنة 1945 إلى باكو حيث بدأ التمثيل إضافة إلى بداية اشتهاره في الميدان الموسيقي.
من أهم الجوائز التي نالها بهبودوف جائزة «فنان الشعب في الاتحاد السوفيتي» سنة 1959  التي كانت تمنح لأحسن الفنانين في الاتحاد السوفيتي.
نيل بهبودوف لجوائز عالمية و كذا شهرته و تعريفه بأذربيجان جعله من أكبر أعلام بلده. سنة 2016 تم افتتاح نصبه التذكاري في العاصمة باكو. يحمل كذلك أحد من أكبر شوارع باكو اسم رشيد بهبودوف.

## روابط خارجية
- رشيد بهبودوف على موقع IMDb (الإنجليزية)
- رشيد بهبودوف على موقع ميوزك برينز (الإنجليزية)
- رشيد بهبودوف على موقع قاعدة بيانات الفيلم (الإنجليزية)